# Vajíčko
Vajíčko (latinsky ovum) je samičí pohlavní buňka. Slouží k pohlavnímu rozmnožování organismů a nese genetický materiál matky. Když dojde k oplodnění (splynutí se samčí pohlavní buňkou), vzniklá buňka se nazývá zygota. Proto říkáme, že zygota vznikne splynutím vajíčka a spermie. Vajíčka ptáků jsou také důležitým zemědělským produktem, o němž pojednává článek vejce.
V botanice se však pojmem vajíčko označuje mnohobuněčný útvar lokalizovaný v semeníku, de facto jde o samičí sporangium, v němž je meiózou vytvořena haploidní mateřská buňka zárodečného vaku a posléze i zárodečný vak. Samičí pohlavní buňka je pak označována jako vaječná buňka. Vajíčko po oplození vaječné buňky dozrává v semeno. 

## Vajíčko semenných rostlin

Zárodečný vak krytosemenných rostlin

Vajíčka semenných rostlin (též ovula, megasporangia s integumenty, megasynangia) jsou mnohobuněčná tělíska, spojená se semenicí (placentou) tzv. poutkem (funiculem), přes nějž je zajišťována výživa cévním svazkem. V místě vstupu do bazální části vajíčka se cévní svazek větví (chaláza). Mají většinou dva obaly (vajíčka bitegmická) (u nahosemenných jen jeden) která se zakládají po obvodu vajíčka jako valy. Na vrcholu ale zůstává volný otvor, který se nazývá klový (mikropyle), kterým pak prorůstá při oplození pylová láčka.

### Vývoj
Vajíčka semenných rostlin se vyvíjejí z dělivého pletiva placenty. V živném pletivu vajíčka (nucelu) vzniká poblíž otvoru klového jedna větší diploidní buňka – mateřská buňka zárodečného vaku. Ta se obvykle různými způsoby dělí, aby na konci vznikl zralý zárodečný vak, připravený k oplození. U sedmdesáti procent zkoumaných rostlin probíhá tzv. normální nebo také rdesnový typ vývoje zárodečného vaku. Mateřská buňka zárodečného vaku se redukčně dělí a ze čtyř takto vzniklých haploidních buněk přežívá jediná – mladý zárodečný vak. Jeho jádro se třikrát dělí a vznikne osmijaderný zralý zárodečný vak. V něm se vytvoří šest malých haploidních jednojaderných buněk a jedna velká dvoujaderná centrální buňka zralého zárodečného vaku. Později obě její jádra splývají v jedno jádro diploidní. Haploidní buňky jsou ve finále uspořádány po třech u opačných pólů zárodečného vaku. Dvě buňky sousedící s vaječnou buňkou nazýváme buňky podpůrné (synergidy), napomáhají oplození a fungují jen po určitou dobu. Nejdůležitější z nich je však vaječná buňka poblíž otvoru klového. Tři buňky protistojné (antipody) jsou na opačném pólu zárodečného vaku, někdy zanikají brzy, někdy se dlouhodobě dělí. Pravděpodobně ovlivňují výživu vajíčka.
U dalších skupin rostlin bylo popsáno dalších minimálně devět typů vývoje zárodečného vaku. Známý je ještě například tzv. řebčíkový typ, u něhož se uplatňují triploidní buňky.

## Vajíčko živočichů

### Druhy vajíček podle obsahu žloutku
Žloutek je ve vajíčku přítomen ve formě inkluzí, jakýchsi váčků. Vajíčka různých živočichů obsahují různé množství žloutku. To je důležitý parametr, na němž závisí např. typ rýhování (násobného dělení) oplozených vajíček. Rozlišují se tyto skupiny:
- holoblastická – vývoje se účastní celá
  - oligolecitální – obsahují malé množství žloutku; např. vajíčka kopinatců nebo savců; rýhují se zpravidla totálně a ekválně
  - mezolecitální – obsahují žloutku poněkud více, ale přesto obvykle stačí jen na rané embryonální období (larvy se již živí samy); např. vajíčka kruhoústých, mnohých ryb a obojživelníků; rýhují se totálně inekválně
- meroblastická – vývoje se neúčastní celé embryo, část je jako zásoba žloutku nechána stranou
  - polylecitální – obsahují velké množství žloutku; např. některé ryby, obojživelníci, plazi, vejcorodí savci, ale hlavně ptáci; rýhují se pouze na animálním pólu, zatímco na pólu vegetativním je nahromaděn žloutek.

### Proces ovogeneze

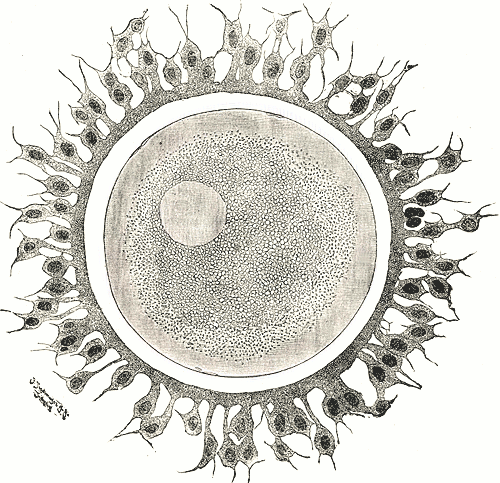
Lidské vajíčko – zona pellucida (šedá prstencová vrstva) zvnitřku naléhající na buňky corony radiaty. Mezi zonou pellucidou a vlastní cytoplazmatickou membránou vajíčka (oolemmou) je perivitellinní prostor (bílá oblast)

Ovogeneze či také oogeneze se uskutečňuje ve folikulech vaječníku. Časový průběh ovogeneze se liší od spermatogeneze. Vývoj vajíčka zahrnuje fázi množení, růstu a zrání.
- Fáze množení spočívá v opakovaném dělení diploidních kmenových buněk, oogonií. Výsledkem je několik stovek tisíc vajíček v obou vaječnících. Vývoj oogonií na (stále ještě diploidní) primární oocyt probíhá pravděpodobně převážně jen do konce prenatálního období, některé studie však v poslední době i toto dogma porušily. Vajíčka savců mohou, stejně jako u jiných organismů, vznikat i po narození přes dlouho tradovaný názor, že se samice savců rodí s hotovou zásobou vajíček.[3][4]

- Fáze růstu zahrnuje dlouhé období, trvá až do konce pohlavní činnosti. Pro dobrý růst je velmi důležitý správný vývoj vaječníkových folikulů (folikulogeneze).

- Fáze zrání je proces přeměny primárního oocytu na sekundární oocyt. Počátky proběhly již v prenatálním období kdy bylo přerušeno dozrávání primárního oocytu, dokončena je před ovulací. V jádře oocytu mizí jaderná membrána a tvoří se dělicí vřeténko. Následuje první zrání, kdy se odděluje první sada chromozomů a společně s malým množstvím cytoplazmy se oddělí od oocytů. Tento útvar je nazýván primární polocyt. Následuje druhé zrací (redukční) dělení, opět přerušené v jeho metafázi.

- Druhé zrací dělení je dokončeno jedině v případě oplození. Pak dochází k oddělení dalších chromozomů s malou částí cytoplazmy a vzniká sekundární polocyt.